# Savy-Berlette
Savy-Berlette là một xã ở tỉnh Pas-de-Calais, vùng Hauts-de-France, Pháp.

## Địa lý
Savy-Berlette tọa lạc 12 dặm (19,3 km) về phía tây bắc Arras, tại giao lộ của các tuyến đường D74, D76 và D82.

## Dân số
| 1962                                                         | 1968 | 1975 | 1982 | 1990 | 1999 | 2006 |
| ------------------------------------------------------------ | ---- | ---- | ---- | ---- | ---- | ---- |
| 637                                                          | 674  | 616  | 702  | 800  | 854  | 1062 |
| Số liệu điều tra dân số từ năm 1962: Dân số không tính trùng |      |      |      |      |      |      |

## Địa điểm nổi bật
- Nhà thờ St.Martin, thế kỷ 16.
- Lâu đài thế kỷ 18 Berlette.